# Смайт, Джон
Джон Смайт (англ. John Smyth; 27 июня 1941, Калгари, Канада — 11 августа 2018, Кейптаун, ЮАР) — британский адвокат, обвинявшийся в жестоких систематических порках многих подростков из руководимых им христианских лагерей для школьников в 1970-е годы и начале 1980-х годов. Предполагается, что он действовал исходя из садистских сексуальных побуждений, и что его жертвами стали около 130 мальчиков.

## Биография
Родившийся в Канаде Джон Смайт в детстве с родителями перебрался в Великобританию, учился в Кембриджском университете (колледж Тринити Холл), получил юридическое образование, стал адвокатом (барристером), а в 1979 году получил звание королевского адвоката. В 1970-е годы и начале 1980-х годов он жил в Уинчестере и работал в Лондоне.
В Уинчестере Смайт был активным прихожанином местной англиканской церкви и даже пытался стать священником. В 1974 году он стал председателем Iwerne Trust, благотворительной организации, которая устраивала лагеря христианской направленности для мальчиков из элитных частных школ.
В начале 1980-х годов выяснилось, что Смайт систематически жестоко порол мальчиков из этих лагерей за различные «грехи» (например, такие как мастурбация). При этом следует иметь в виду, что в Великобритании телесные наказания в муниципальных школах были запрещены только с 1987 года, в частных школах такие наказания были запрещены в 1999 году (Англия и Уэльс), 2000 (Шотландия) и 2003 (Северная Ирландия). Поэтому сам факт телесных наказаний не был чрезмерно шокирующим для школьников, но такой жестокой порки они никак не ожидали. Смайт порол мальчиков тростью, нанося им по 100, 400 и даже 800 ударов. После порки их ягодицы кровоточили, на них оставались шрамы. Смайт порол подростков по обнажённым ягодицам, а впоследствии стал пороть их полностью голыми. Он порол мальчиков не только за конкретные «грехи», но и своего рода «авансом» на случай будущих грехов (что называлось «тренировкой»). Благодаря религиозно-психологическому манипулированию вокруг Смайта образовалась похожая на секту группа подростков, которых он систематически порол (некоторых даже после их поступления в университет). Один из этих подростков сам помогал пороть других.
В 1982 году, после жалоб пострадавших (и попытки самоубийства одного из них), в Iwerne Trust было проведено внутреннее расследование, результатом которого стал отчёт, в котором действия Смайта были названы «ужасающими». Однако правоохранительным органам о них сообщено не было, а Смайт перебрался в Зимбабве. Там он также устраивал в каникулы лагеря для школьников и его также обвиняли в насилии над ними. В 1992 году в таком лагере 16-летний подросток был обнаружен мёртвым в бассейне, и Смайта в 1997 году арестовали по обвинению в его убийстве, но в 1998 году дело было закрыто.
После этого в 2001 году Смайт перебрался в ЮАР. Лишь в 2016 году, когда у бывших жертв Смайта стали брать интервью журналисты, Церковь Англии сообщила британской полиции имевшуюся у неё информацию о Смайте. Полиция начала расследование. Впервые об этом деле публично стало известно в 2017 году после передачи британского телевидения. В том же году Смайта лишили должности старосты церковного прихода в Кейптауне. Старейшины местной церкви пытались убедить Смайта вернуться в Великобританию, чтобы сотрудничать со следствием, однако он отказался это сделать. В следующем году Смайт умер в Кейптауне в возрасте 77 лет. Причиной смерти стал сердечный приступ, случившийся после операции, проведённой на сердце.
В ноябре 2024 года из-за дела Смайта покинул свой пост глава Церкви Англии архиепископ Кентерберийский Джастин Уэлби, которого обвиняли в том, что Церковь Англии своевременно не сообщила о Смайте полиции.